# Upsilon Ursae Majoris
Désignations
Upsilon Ursae Majoris (υ Ursae Majoris / υ UMa) est une étoile binaire de la constellation de la Grande Ourse, visible à l'œil nu avec une magnitude apparente moyenne de +3,78. Elle est située à environ 116 années-lumière de la Terre et elle s'en éloigne à une vitesse radiale héliocentrique de +33 km/s.
La composante primaire, Upsilon Ursae Majoris A, est une sous-géante jaune-blanche de type spectral F2 IV. Elle est classée comme une variable de type Delta Scuti et sa luminosité varie entre les magnitudes +3,71 et +3,83 sur une période de 3,83 heures. Elle a une vitesse de rotation projetée de 110 km/s, une température effective de 7 080 K, et une luminosité 29 à 30 fois celle du Soleil.
Sa compagne, Upsilon Ursae Majoris B, est une étoile de magnitude +11,5, située à 11,3 secondes d'arc de Upsilon Ursae Majoris A.

## Noms traditionnels
- Avec τ, h, φ, θ, e et f, elle composait l'astérisme arabe Sarīr Banāt al-Na'sh, le trône des filles de Na'sh, et al-Haud, la mare[9].
- En chinois, 文昌 (Wén Chāng), qui signifie le centre administratif, fait référence à un astérisme constitué de υ Ursae Majoris, φ Ursae Majoris, θ Ursae Majoris, 15 Ursae Majoris et 18 Ursae Majoris. Par conséquent, υ Ursae Majoris elle-même est appelée 文昌二 (Wén Chāng èr, la seconde [étoile] du centre administratif)[10].